# Anthyllis
Anthyllis là một chi thực vật trong họ Fabaceae. Chi này chứa cả các loài cây thân thảo lẫn cây bụi và phân bố tại châu Âu, Trung Đông và Bắc Phi. Loài phân bố rộng nhất và được biết đến nhiều nhất là A. vulneraria, một loại cỏ đồng cỏ quen thuộc trong khu vực này, cũng như được du nhập vào New Zealand.
Các loài Anthyllis bị ấu trùng của một số loài cánh vẩy (Lepidoptera) sử dụng làm thức ăn, bao gồm cả các loài kéo kén của chi Coleophora: C. acanthyllidis, C. protecta (cả hai chỉ ăn A. tragacanthoides), C. hermanniella (chỉ ăn A. hermanniae), C. vestalella (chỉ ăn A. cytisoides) và C. vulnerariae (chỉ ăn A. vulneraria).

## Hình ảnh

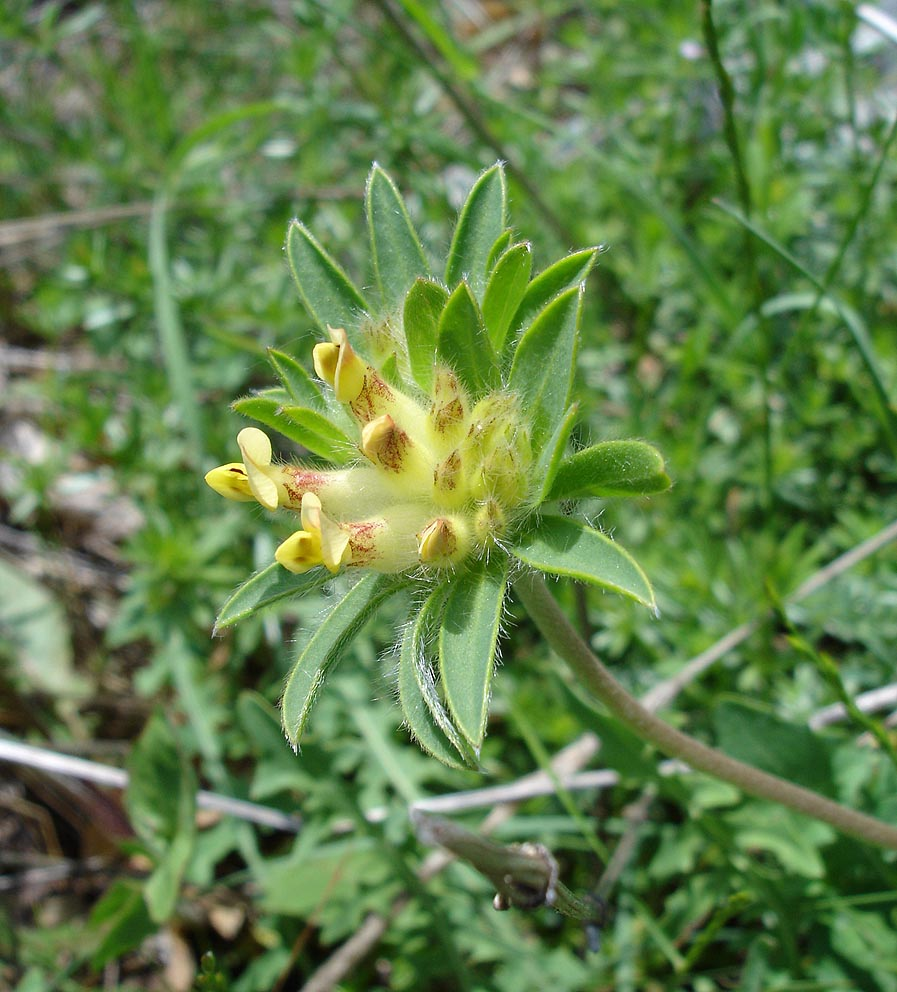
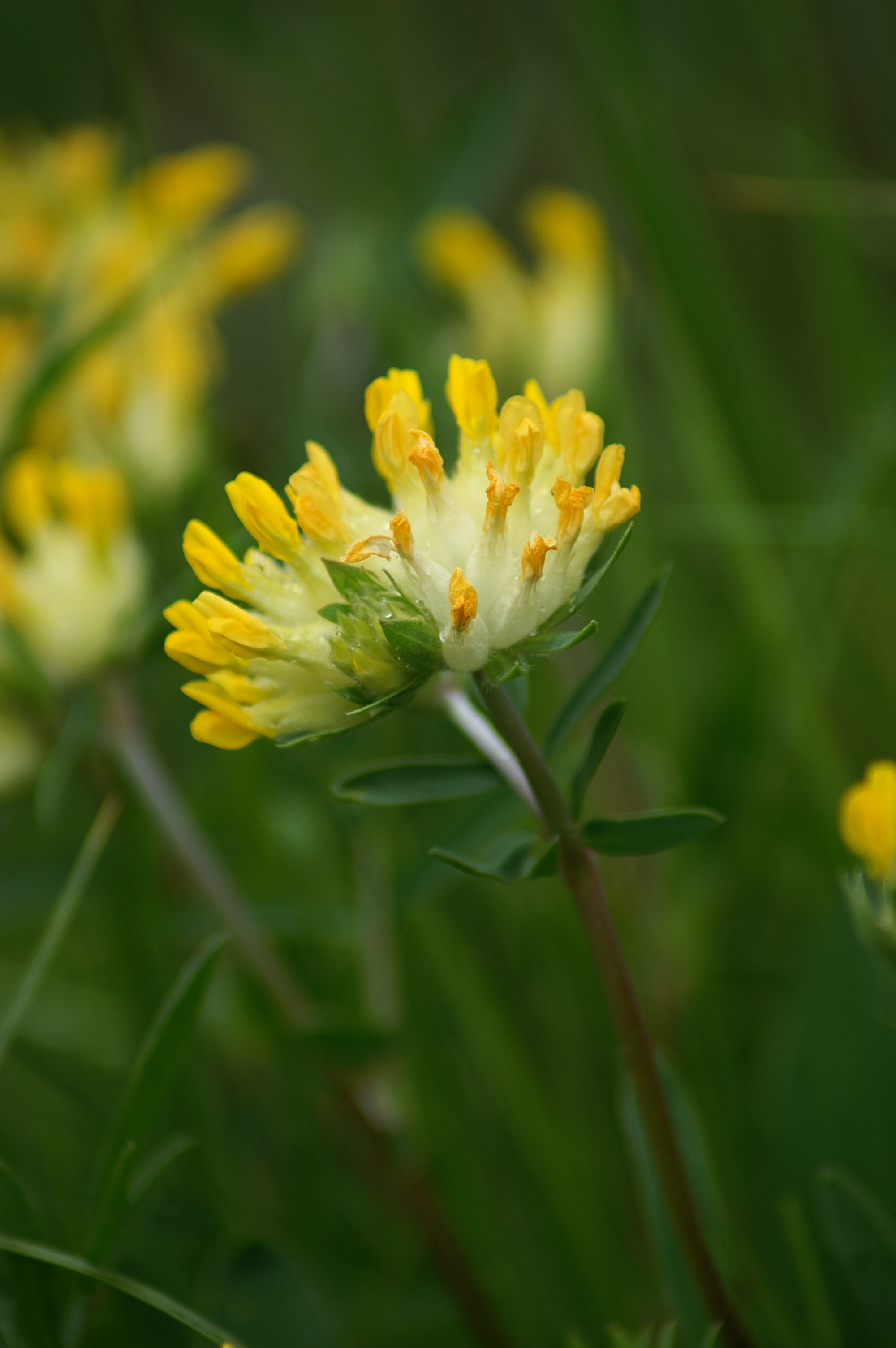
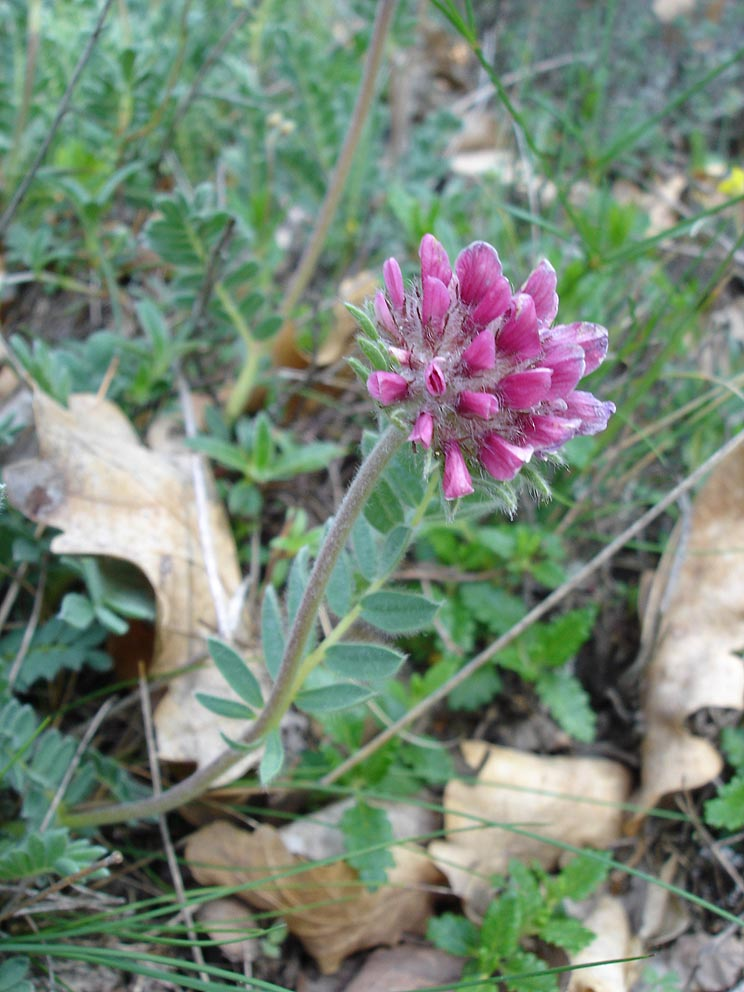
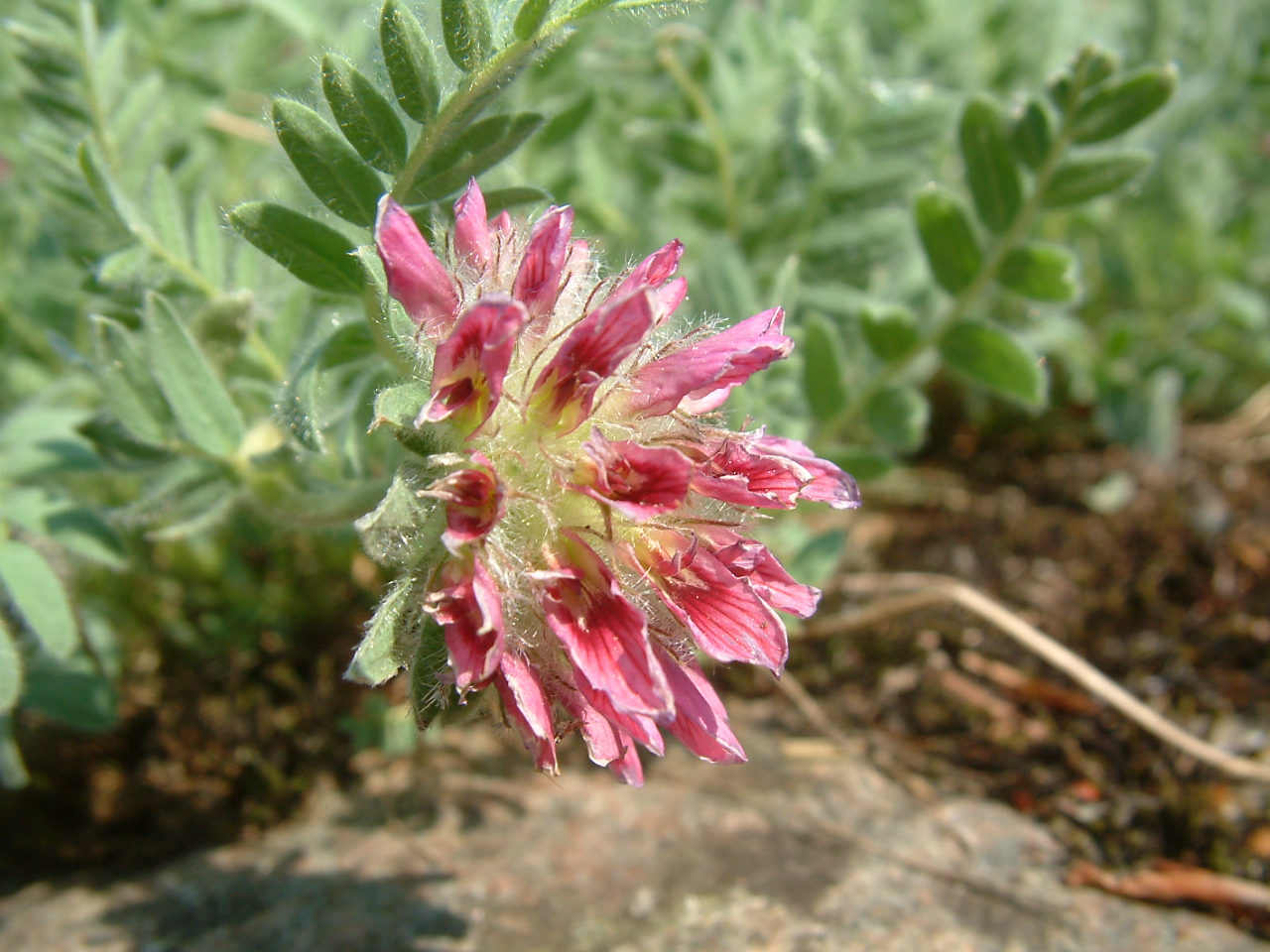
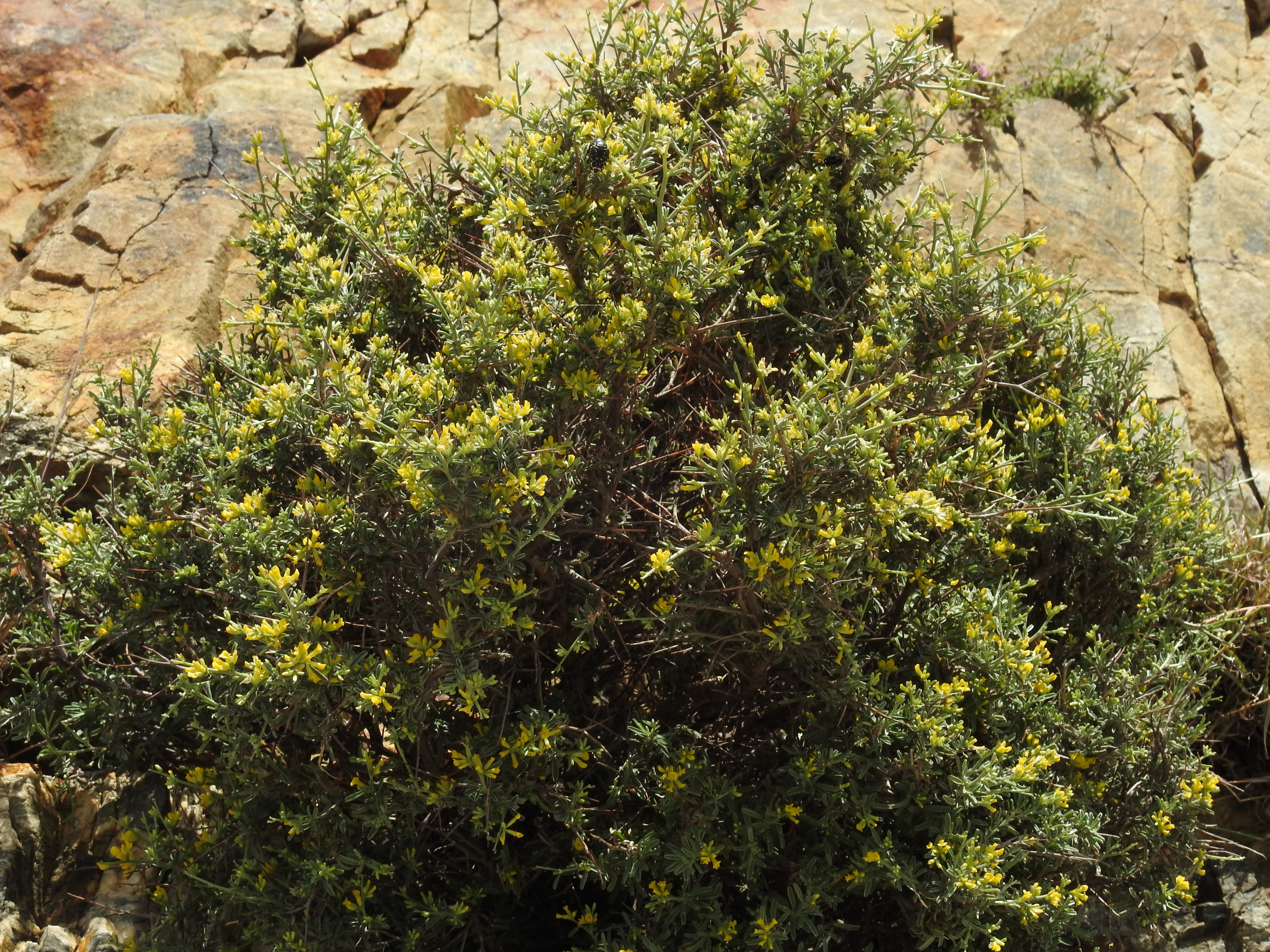

## Các loài
Các loài bao gồm:
- A. aegaea
- A. aurea
- A. barba-jovis
- A. cornicina
- A. cytisoides
- A. hamosa
- A. henoniana
- A. hermanniae
- A. hystrix
- A. lagascana
- A. lemanniana
- A. lotoides
- A. montana
- A. onobrychoides
- A. polycephala
- A. ramburii
- A. rupestris
- A. tejedensis
- A. terniflora
- A. tragacanthoides
- A. vulneraria
- A. warnieri